# よ

En la escritura japonesa, los caracteres silábicos (o, con más propiedad, moraicos) よ (hiragana) y ヨ (katakana) ocupan el 38.º lugar en el sistema moderno de ordenación alfabética gojūon (五十音), entre ゆ y ら; y el 15.º en el poema iroha, entre か y た. En la tabla a la derecha, que sigue el orden gojūon (por columnas, y de derecha a izquierda), se encuentra en la octava columna (や行, "columna YA") y la quinta fila (お段, "fila O").
Tanto よ como ヨ provienen del kanji 与.
El carácter pequeño ょ, ョ, se puede escribir tras un carácter kana de la fila I (き, し, ち, に, ひ, み, り) para formar nuevos sonidos.

## Romanización
Según los sistemas de romanización Hepburn, Kunrei-shiki y Nihon-shiki, よ, ヨ se romanizan como "yo".

## Escritura
| Escritura de よ | Escritura de ヨ |

El carácter よ se escribe con dos trazos:
1. Trazo horizontal corto.
2. Trazo vertical que toca el primer trazo a la izquierda y acaba formando un bucle.

El carácter ヨ se escribe con tres trazos:
1. Trazo compuesto por una línea horizontal y otra vertical.
2. Trazo horizontal debajo del primero, que acaba en la parte media de este.
3. Trazo horizontal debajo del segundo, que acaba en la parte inferior del primer trazo.

Es similar a la imagen especular de una letra E.

## Otras representaciones
- Sistema Braille:
| －● ●－ |
- Alfabeto fonético: 「吉野のヨ」 ("el yo de Yoshino", un tipo de árbol)
- Código Morse: －－

- Datos: Q40785
- Multimedia: よ / Q40785